# Robert Ikiz
Robert Mehmet Sinan Ikiz (* 8. März 1979 in Istanbul) ist ein türkisch-schwedischer Jazz- und Fusionmusiker (Schlagzeug, Komposition).

## Leben und Wirken
Ikiz begann im Alter von zwei Jahren, auf den Töpfen seiner Großmutter zu spielen. Mit seiner Familie zog er mit vier Jahren nach Schweden um. Die Musik von Jimi Hendrix war sein größter Einfluss in der Grundschule. Bereits als Schüler spielte er mit seiner ersten Band Straight Ahead Konzerte in ganz Schweden. Von 1995 bis 1998 studierte er am Stockholmer Musikkonservatorium, gefolgt von einem Jahr an der Los Angeles Music Academy. Während seiner Zeit in Südkalifornien begegnete er Tony Inzalaco, der ihn tief prägte, und spielte in David Ornette Cherrys Impressions of Energy mit Musikern wie Justo Almario und Ralph Buzzy Jones.
Ikiz tourte dann mit Joe Sample, Bobby McFerrin, Barbara Hendricks, China Moses, Dan Reed und Ivan Lins. Seit 2009 machte er sich einen Namen als Mitglied der Funk Unit von Nils Landgren; er arbeitete auch mit dem BBC Orchestra und der NDR Big Band. Er hat sein eigenes Soloprojekt IKIZ 4/4 und eigene Bands wie Ikiz Cabin Crew, Lahza, Ikizaki und das Duo Ikiz / Rydh. Auf seinem ersten Album unter eigenem Namen Checking In (2012) wirkten Musiker wie Shai Maestro, Magnus Lindgren, China Moses, Nils Landgren und Joel Holmes mit. Das Folgealbum Zoetic Sessions wurde im Juni 2015 in Schweden veröffentlicht. 2022 erschien das Album Transit seines Trios Ikiz Cabin Crew mit dem Trompeter Jonne Bentlöv und dem Keyboarder Manne Skafvenstedt.
Weiterhin gehört Ikiz zum Trio von Petter Bergander, zu Kenan Doğulus Ihtimaller und zu Jazz by Magnus Lindgren und begleitete Ida Sand, Lars Danielsson und Nicola Conte. Im Quartett von Ebba Åsman trat er bei Jazz Baltica auf. Er ist auch auf Aufnahmen von Ace Young, Cæcilie Norby, Magnum Coltrane Price, Jacob Karlzon, Don Grusin, Barbara Dennerlein und Aki Rissanen zu hören.

## Preise und Auszeichnungen
Die Königlich Schwedische Musikakademie zeichnete Ikiz 1999 und 2003 in der Kategorie Schlagzeug und 2004 in der Kategorie Jazz aus. 2017 erhielt er von Sveriges Radio den Jazzkatten als „Musiker des Jahres“; er war der erste Schlagzeuger, an den diese Auszeichnung vergeben wurde.